# Boarmia tessaramita
Boarmia tessaramita är en fjärilsart som beskrevs av Turner 1947. Boarmia tessaramita ingår i släktet Boarmia och familjen mätare. Inga underarter finns listade i Catalogue of Life.